# Ed van Teeseling

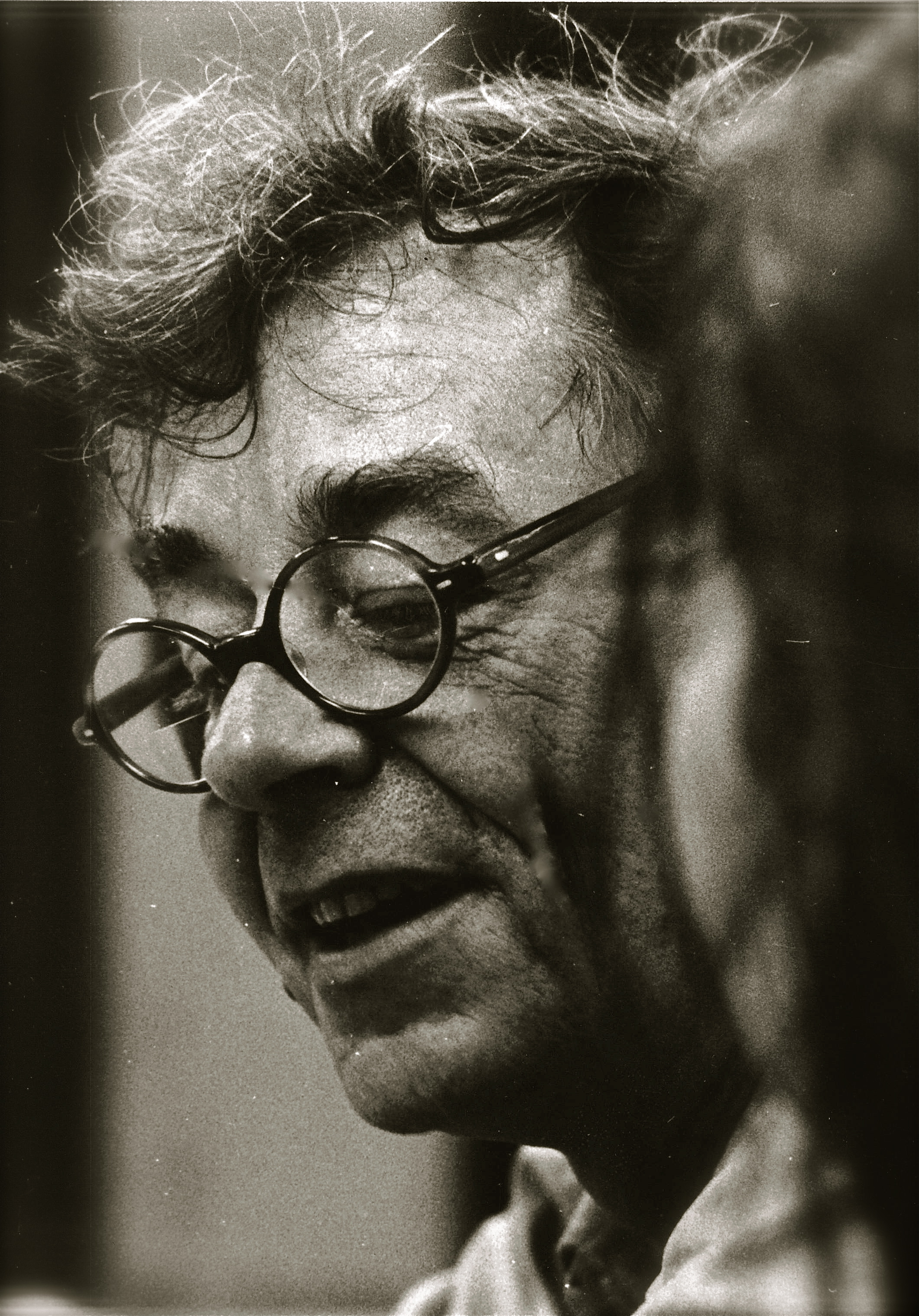
Ed van Teeseling

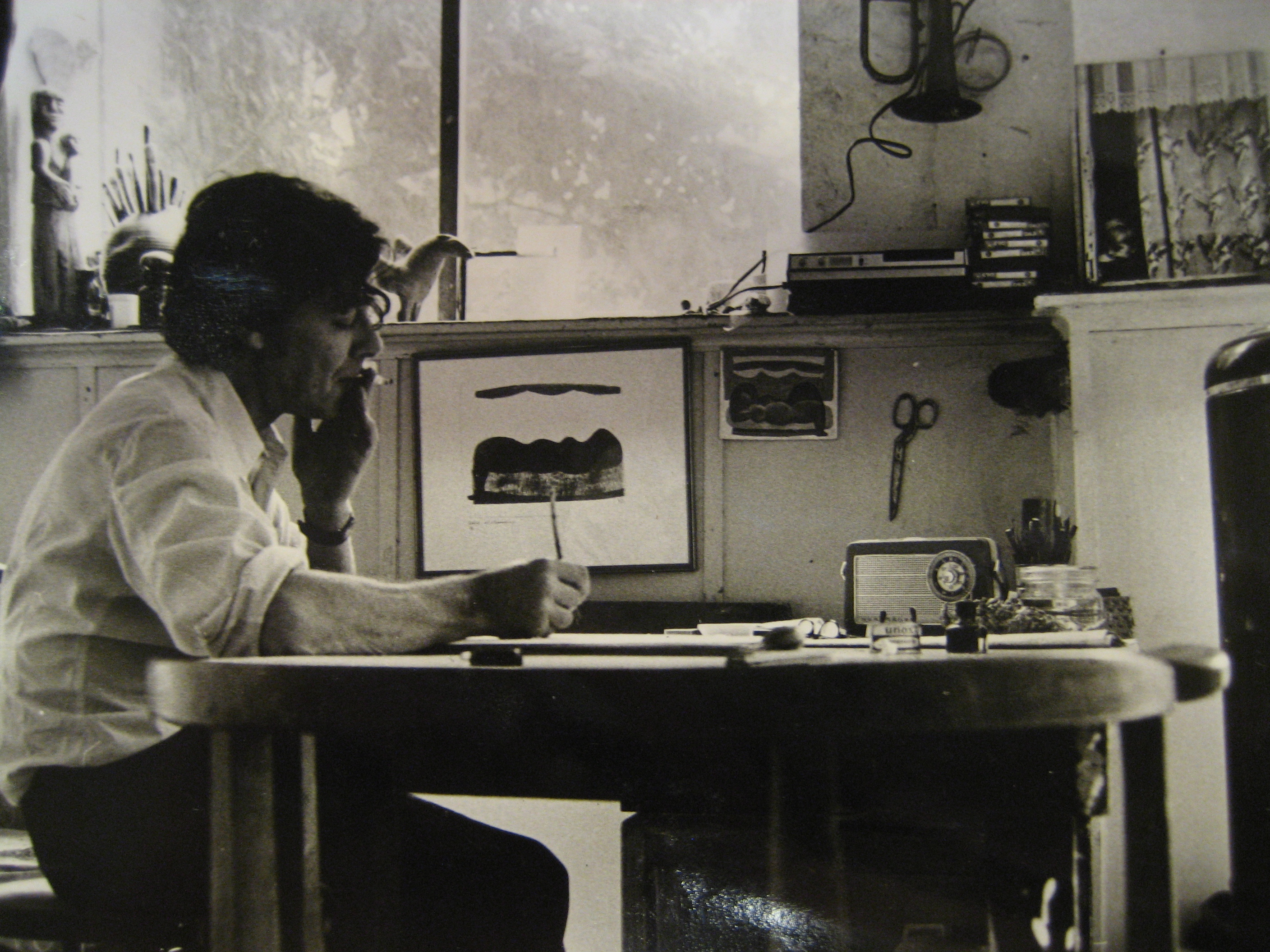
Atelier jaren 70

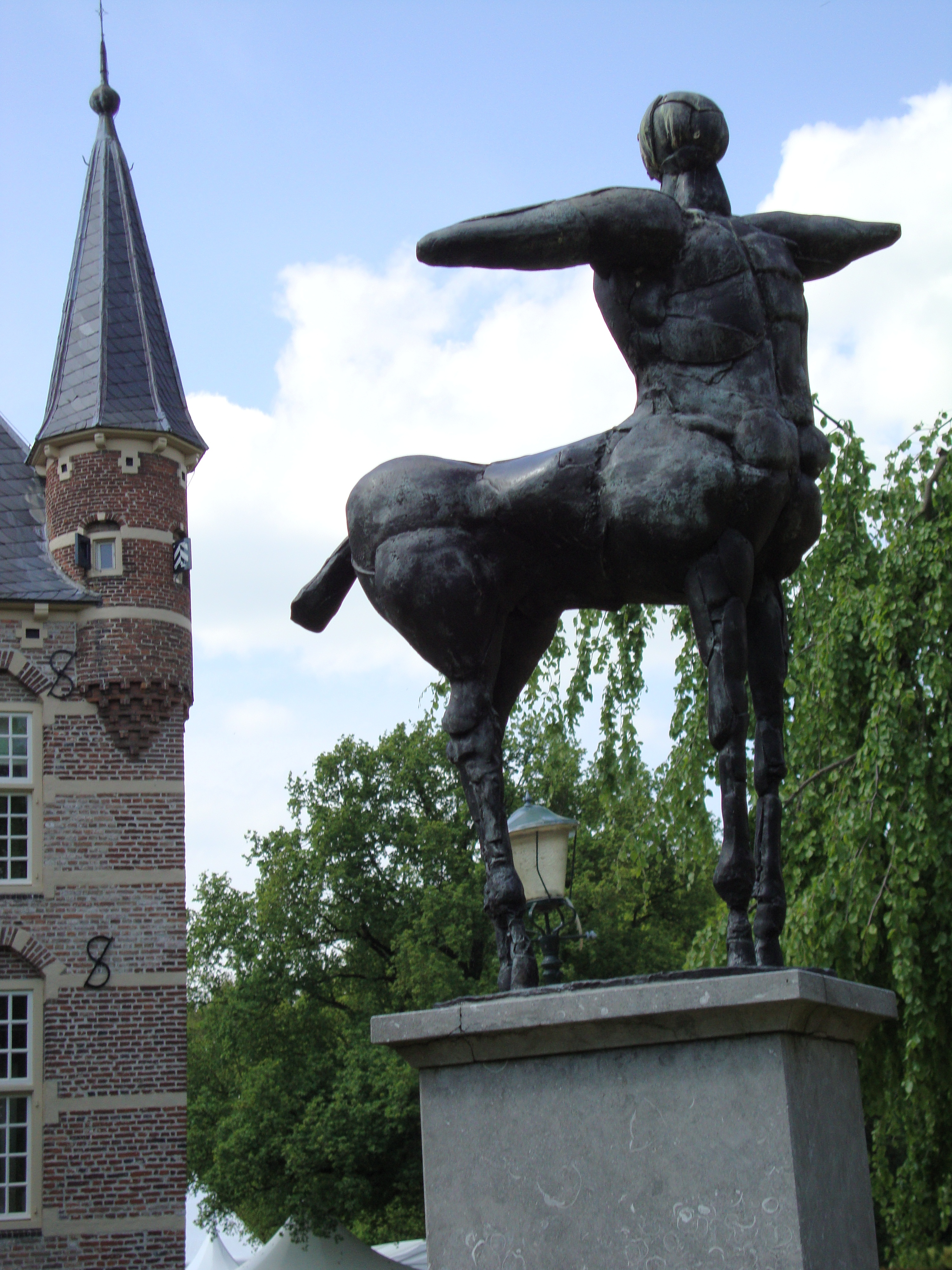
Centaur (1973), kasteel Wijchen

Eduard Andreas Willibrordus (Ed) van Teeseling (Amsterdam, 29 november 1924 - Nijmegen, 14 juli 2008) was een Nederlandse beeldhouwer. 

## Leven en werk
Van Teeseling werd geboren in Amsterdam, maar bracht zijn jeugd door in Nijmegen. Een Tirools beeldhouwer leerde hem in hout te snijden. Met deze eerste werkstukken ging hij naar Gijs Jacobs van den Hof van de Arnhemse Academie, die hem in 1942 aannam als leerling. Hier voltooide hij – met een onderbreking vanwege de oorlogstijd – zijn studie. 
Aanvullend leerde hij de praktijk van het vak in enkele grotere steenhouwersateliers: Uiterwaal in Utrecht en Meertens in Berg en Dal. Vervolgens studeerde hij in Parijs aan de Académie de la Grande Chaumière. In 1949 vestigde hij zich als beeldhouwer in Nijmegen. Aan het begin van zijn carrière maakte Van Teeseling samen met Charles Hammes het standbeeld van Keizer Traianus (1956) op het Lodewijkplein, dat sindsdien het Keizer Traianusplein heet.
Ed van Teeseling werd door velen gezien als de ‘stadsbeeldhouwer’ van Nijmegen en de nestor van de Nijmeegse beeldhouwers. Hij verrijkte met name Nijmegen met een groot aantal beeldhouwwerken voor de openbare ruimte. Daarnaast vervaardigde Van Teeseling een groot aantal vrije werken in brons, steen en gebakken klei. Naast zijn omvangrijk en veelzijdig werk als beeldhouwer heeft Van Teeseling steeds geschilderd, getekend en prenten gemaakt. Zo zijn er van hem etsen, drogenaald-tekeningen, litho’s zeefdrukken en monotypes, die meestal betrekking hebben op sculpturale thema’s. Zij staan in nauw verband met zijn ruimtelijke ontwerpen en modellen.

## Werken
Wie door Nijmegen loopt heeft grote kans een beeld van Ed van Teeseling tegen te komen. Verspreid over de stad staan ongeveer twintig figuratieve en meer abstracte beelden, waarvan wellicht het meest bekende het ‘vliegend paard’ is in Hengstdal (Pegasus, 1965). Andere bekende beelden van zijn hand zijn: Meisje met schooltas (1957) aan de Archipelstraat, Zittend Kind (1971) op de hoek van de Heijendaalseweg, de bronzen sculptuur Gouden Engel (1980) op een pleintje op de hoek van de Pijkestraat en de Parkweg, en Vrouw met kind (1982) op de keermuur aan de Waalkade. Ook buiten Nijmegen zijn veel door Ed van Teeseling gemaakte beelden te zien, zoals in Arnhem, Zevenaar, Zutphen, Gendt, Zwolle, Tiel, Babberich, Rotterdam en Amsterdam. 
Daarnaast zijn talloze beelden, schilderijen, tekeningen en prenten in het bezit van particuliere en publieke collecties, zoals die van de Gemeente Nijmegen, het Nijmeegs Museum Het Valkhof, Museum Arnhem, het Rijksmuseum in Amsterdam en Museum Beelden aan Zee in Den Haag.
Ed van Teeseling is, door talrijke bestuursfuncties en zijn rol in adviescommissies, van groot belang geweest voor de ontwikkeling van het stedelijk kunstleven van Nijmegen. Hij stond aan de wieg van de Gemeenschap Beeldende Kunst Nijmegen (GBKN), kunstenaarscentrum De Olifant en Stichting DAK die ateliers beheert voor kunstenaars. Hij was enige tijd galeriehouder in het Besiendershuys aan de Steenstraat, waarboven hij lange tijd woonde met zijn echtgenote Ingeborg Brounts. Hij was tot eind jaren ’80 als docent verbonden aan de Vrije Academie in Nijmegen. Van Teeseling was erelid van de Gelderse belangenvereniging Gemeenschap Beeldende Kunstenaars. 
Tot aan zijn dood op 14 juli 2008 was Van Teeseling nog dagelijks aan het werk in zijn atelier aan de Pijkestraat in Nijmegen.